# Claudinho (futbolista nacido en 1968)
Cláudio da Silva Pinto (Bom Jesus, Brasil, 12 de junio de 1968), conocido deportivamente cómo Claudinho es un exfutbolista profesional brasileño que jugó en varios clubes en México, Paraguay y Ecuador

Actualmente trabaja en la secretaría de salud como entrenador de la liga infantil del sindicato 

## Trayectoria
Jugó con el Barcelona Sporting Club, de Ecuador, el Cerro Porteño de Paraguay, el Puebla FC en el Verano 2001, los Colibríes de Morelos en el Clausura 2003, el Atlético Celaya en el Apertura 2002, los Reboceros De La Piedad durante el Invierno 2001 y el Verano 2002, el Club de Fútbol Monterrey durante el Invierno 1999 y el Verano 2000, el Monarcas Morelia en los torneos de Verano 1997, Invierno 1997, Verano 1998, Invierno 1998 y Verano 1999, el Pachuca CF durante los torneos Invierno 2000, Apertura 2003 y Clausura 2004 y los Huracanes de Colima en el Clausura 2005 de la Primera División 'A' de México, llegando a la semifinal en donde fueron derrotados por el Querétaro FC. A la desaparición de los Huracanes se regresó a Brasil para retirarse en el Porto Alegre Futebol Clube.

## Clubes
| Club                       | País     | Año       | PJ | Goles |
| -------------------------- | -------- | --------- | -- | ----- |
| Esporte Clube Juventude    | Brasil   | 1986-1992 | ?  | ?     |
| Cerro Porteño              | Paraguay | 1993-1994 | ?  | ?     |
| Esporte Clube Santo André  | Brasil   | 1994      | ?  | ?     |
| Esporte Clube Vitória      | Brasil   | 1994      | ?  | ?     |
| Barcelona Sporting Club    | Ecuador  | 1994      | ?  | ?     |
| Atlético Clube Goianiense  | Brasil   | 1995      | ?  | ?     |
| Esporte Clube Bahia        | Brasil   | 1996      | ?  | ?     |
| Morelia                    | México   | 1997-1999 | 94 | 47    |
| Monterrey                  | México   | 1999-2000 | 30 | 9     |
| Pachuca                    | México   | 2000      | 19 | 3     |
| Puebla                     | México   | 2001      | 23 | 10    |
| La Piedad                  | México   | 2001-2002 | 36 | 21    |
| Celaya                     | México   | 2002      | 19 | 7     |
| Cuernavaca                 | México   | 2003      | 19 | 8     |
| Pachuca                    | México   | 2003-2004 | 37 | 11    |
| Huracanes de Colima        | México   | 2004      | ?  | 13    |
| Porto Alegre Futebol Clube | Brasil   | 2005-2006 | ?  | ?     |